# またたびの詩 (曲)
「またたびの詩」は、1978年12月25日に ビクターより発売された橋幸夫の139枚目のシングルである（SV-6532）。

## 概要
- 1978年に橋は作詞家阿久悠と組んで新たな股旅アルバム作品「またたびの詩」を発表した。阿久悠の本格的な股旅関係のオリジナルアルバムで、ニュー股旅をコンセプトに、「現代的な旅ガラス物」[1]を全編を阿久悠が作詞し、作曲は6名の著名な作家により2曲ずつの競作構成となっている。
- 本アルバムからはすでに先行して、「股旅'78」がシングルカットされたが、本作はアルバム発表から半年後にシングルカットされた。
- 「股旅'78」と違って、ジャケットも通常の旅姿に戻り、曲調も作家の違いで全く違っているが、阿久の詩について橋は「どれも本当にいいんですよ。昔の股旅のものとは全く違う視点で、言葉を選び、新しい言葉を考えて創って」あるとしている[2]。
- 作曲は中村泰士で、橋とはアルバム「ふるさとの歌」（1971年）以来2度目の共演
- c/wは「宿場」で作曲は森田公一、森田とは、この後、アルバム「日本列島三度笠」（1985年）でも共演している。
- これにより、アルバム「またたびの詩」からのシングルカットは全部で4曲となった。

## 収録曲
1. またたびの詩
作詞：阿久悠、作曲：中村泰士、編曲：馬飼野俊一
2. 宿場
作詞：阿久悠、作曲：森田公一、編曲：竜崎孝路

## 収録アルバム
- オリジナルアルバム「またたびの詩」以外では
VCH-3615『橋幸夫 BESTONE』（カセットテープ）に収録されている。